# Giovanni Michele Pio
Giovanni Michele Pio (ur. 1573, zm. 1643) – dominikański historyk, pisarz i inkwizytor. Jego nazwisko jest niekiedy latynizowane jako Plodius.
Pochodził z Bolonii i wstąpił do zakonu dominikanów w swym rodzinnym mieście. W latach 1623–1625 sprawował funkcję inkwizytora Faenzy, a od 1625 aż do śmierci był inkwizytorem Mediolanu. Pełniąc tę drugą funkcję nadzorował wprowadzenie w życie rozporządzeń o cenzurze na literaturę heliocentryczną po skazaniu Galileusza w 1633. Kilka lat później, w 1641 skazał na śmierć dwie kobiety oskarżone o czary i morderstwo.
Giovanni Michele Pio znany jest przede wszystkim jako historyk swego zakonu. Jest on autorem dzieł Della nobile et generosa progenie del p. s. Domenico in Italia (1615, Bolonia) oraz De gli huomini illustri di San Domenico (1613, Pawia), będących cennymi źródłami do historii zakonu dominikańskiego we Włoszech.